# Labudovo okno
Labudovo okno (srbsko Лабудово окно) je posebni naravni rezervat in ramsarsko mokrišče v Srbiji.

## Lega
Labudovo okno je 75 km vzhodno od Beograda. Leži ob Donavi od Ade Žilava do srbsko-romunske meje. Razen majhnega dela desnega brega Donave, ki je v osrednji Srbiji, je ves rezervat v pokrajini Vojvodina, v občinah Kovin in Bela Crkva. Označuje tudi mejo med regijama Banat na severu in Braničevo na jugu.
Ime Labudovo okno v srbščini dobesedno pomeni »labodov (rudniški) jašek« ali bolj pogovorno »labodovo korito«.

## Geografija
Labudovo okno leži na južnem robu Panonske nižine, med Deliblatsko peščaro na severu in donavskim delom Ramskega jezera na jugu. Razvilo se je, ko je hidroelektrarna Džerdap I začela polniti svoj akumulacijski bazen v poznih 1960-ih, zaradi zaledne vode Donave, tako da je voda poplavila okoliške ravnice. Območje Deliblatske peščare, ki je največja peščena ravnica, je sušno in nima izvirov ali potokov, v naplavinah Donave pa podzemna voda tvori stalne mlake v kotanjah, ki jih veter naredi v pesku. Med visokimi vodostaji ali poplavami se ti ribniki združijo v večja jezera, a tudi povežejo z Donavo.
Rezervat obsega tok Donave in poplavne ravnice ob bregovih Donave, vključno s poplavljenimi ustji rek Karaš (z gorvodnimi meandri) in Nere ter donavskega rokava »Dunavče«, močvirja »Dubovački rit« in »Zatonsjki rit«, ravnice »Stevanove ravnice« ter otokov Žilava, Čibuklija in Zavojska ada.
Ostale značilnosti so odseki "Đurica", "Stevanova ravnica", "Mala ravnica", "Vić" in otok Dubovac (Dubovačka ada). Severne, banatske brežine so delno iz lesa in na nekaterih mestih skoraj navpične. Preluknjana so kot »sito« s ptičjimi gnezdi. Na širšem delu, kjer se reki Karaš in Nera izlivata v Donavo, je Donava široka skoraj 5 km. Celotno mokrišče obsega več kot 50 km2.

## Prostoživeče živali in rastline

### Rastlinstvo
Vodni habitati vključujejo stalne rečne tokove, rečne plitvine, poplavljene gozdove in slane travnike. Posledično so se v Labudovem oknu razvile različne rastlinske združbe. Vključujejo vodne in močvirne rastlinske združbe, vlažne ravnice in stepske pašnike. Primeri rastlin, ki naseljujejo vlažne ravnice, so pomladanski zajčji mak (Adonis vernalis), oblasti bodoglavec (Echinops sphaerocephalus), rumeni luk (Allium flavum) in gobe. Območje je med zadnjimi, kjer so nekatere ogrožene in redkejše vodne in močvirske rastline v Srbiji, vključno z belim lokvanjem (Nymphaea alba) in rumenim blatnikom. Higrofilne gozdove poseljujejo vrba, topol, hrast dob in ogroženi panonski glog, navadni srobot (Clematis vitalba) in glive.
V brežinah domuje posebna vrsta topolov. Lokalno se imenuje mazer, živi lahko do 300 let in je zelo cenjen kot pohištveni material, saj so njegove naravne grče videti kot temne vrtnice na belem lesu. Plitvine so porasle s trstičevjem. 

### Živalstvo
Labudovo okno je dom številnim sladkovodnim mehkužcem, vključno s sladkovodnimi školjkami, rdečerobo melanijo (Melanoides tuberculata) in pijavkami, ki tvorijo osnovo prehranjevalne verige.
Najbolj razširjene vrste so členonožci, s 1200 vrstami. Peščene brežine so dom ose (Bembix rostrata), fosorialnih stenic in številnih endemičnih hroščev. Pajek navadni križevec živi v predelih, podobnih stepi. Med vodne žuželke sodijo komarji, raznokrili kačji pastirji, hrošč obrobljeni kozak (Dytiscus marginalis), vodni pajek in raki.
Rezervat ima 22 vrst dvoživk in plazilcev. Glede na velikost populacije ponto-kaspijskega in vzhodnomediteranskega elementa je Labudovo okno najpomembnejše središče pestrosti tovrstne favne v Evropi. V njem živijo žabe, kot sta Pelobates syriacus in nižinski urh, kuščarji, kot sta balkanski stenski kuščar (Podarcis tauricus) in navadni zelenec, ter kače, kot je kaspijski bičar (Dolichophis caspius).
Močvirja in plitvine so idealno naravno drstišče za kakih 50 vrst rib, med katerimi so krap, evropska ščuka, som in kečiga.
Labudovo okno je najpomembnejše gnezdišče, zimsko zatočišče in selitvena postaja vodnih ptic v Srbiji. V Labudovem oknu jih gnezdi 55 vrst, med katerimi je večina redkih. Je najpomembnejše zimsko zatočišče na Balkanu za veliko beločelo gos (Anser albifrons), sivo gos, zvonca, orla belorepca in velikega klinkača. Je tudi najpomembnejše gnezditveno območje pritlikavega kormorana v Srbiji in edino gnezdišče ibisa (Plegadis falcinellus). V Labudovem oknu živi preko 20.000 ptic pobrežnikov, med njimi tudi labodi, po katerih je lokacija tudi dobila ime. Med selitvijo, razmnoževanjem in prezimovanjem je več kot 40.000 malih belih čapelj, sivk (Aythya ferina) in malega žagarja (Mergellus albellus). Peščeni bregovi Donave so dom največje evropske kolonije breguljk s 15.000 pari. Skupaj je januarja na 10 km dolgem Labudovem oknu 80.000 ptic, kar predstavlja 20 % celotne populacije zimskih ptic v Srbiji. Na tem območju je skupno 250 vrst ptic, med njimi: liska, ponirki, galebi, mokož, veliki žagar, ribji orel, kormorani, čapljica, kvakač, siva čaplja, race, mlakarica, kreheljc (Anas crecca), navadna žvižgavka (Mareca penelope), konopnica (Mareca strepera), čopasta črnica (Aythya fuligula), dolgorepa raca (Anas acuta) in raca žličarica (Spatula clypeata). Labudovo okno je tudi kraj največje evropske kolonije čebelarjev. Gosi podnevi odletijo na okoliška polja in se posladkajo z zrnjem, v mokrišče pa se vrnejo zvečer, ko race zapustijo vodo in se ponoči odletijo hranit v notranjost.
V Labudovem oknu je 39 vrst sesalcev. Obstaja več sto šakalov, organiziranih v trope po 10-15 živali. Najpomembnejši sesalec je ogroženi glodavec ( Spalax), ki je na rdečem seznamu IUCN. Rezervat je njihov najpomembnejši reproduktivni center v Panonski nižini.

## Zgodovina
Najstarejši človeški artefakti na tem območju izvirajo iz bronaste dobe. Po ljudski legendi je bila ta lokacija vmesna postaja na iskanju zlatega runa Jazona in Argonavtov. Deliblatsko peščaro so poimenovali Laurion. Kasnejše zgodbe vključujejo mitski leseni tempelj na otoku Dubovac, ki so ga zgradili stari Slovani in posvetili bogovom Perunu, Velesu in Odinu.
Regija je bila oporišče rimske vojske cesarja Trajana, ki je od tod napredovala v osvajanje Dakije, potem ko je zgradila Trajanov most čez Donavo. V obdobju informbiroja v jugoslovansko-sovjetskih odnosih po letu 1948 je bilo območje v pričakovanju morebitne invazije iz sovjetskega bloka preurejeno v prvo obrambno linijo Beograda pred morebitnim napadom. Bunkerji in jarki iz tega obdobja so še vedno ohranjeni.
Okolica je redko poseljena, prebivalstvo pa pretežno kmetijsko. Glavne dejavnosti so ribištvo, ovčereja in govedoreja ter čebelarstvo. Lokalni kmetje večinoma pridelujejo koruzo, pšenico, sončnice, jabolka in grozdje.
Leta 2008 so na tem območju snemali film Sveti Jurij strelja zmaja režiserja Srđana Dragojevića po istoimenski drami Dušana Kovačevića.

## Zavarovanje
Habitat Labudovo okno je zavarovan s IV. kategorijo IUCN in je bil 1. maja 2006 razglašen za Ramsarsko mokrišče mednarodnega pomena. Zavarovano območje obsega 37,33 km².
Leta 2017 je Društvo za zaščito in proučevanje ptic Srbije vznemirilo javnost, da je Labudovo okno vse bolj ogroženo in da je treba raven zaščite dvigniti. Okoljske agencije na lokalni in državni ravni so se organizirale, da bi naredile načrt za poostritev zaščite in morebitno preoblikovanje Labudovega okna v ekoturistično destinacijo. Glavne težave vključujejo onesnaževanje, divji lov, prekomerni ribolov, kopanje peska in urbanizacijo.